# Piscinas Naturais do Varadouro
As Piscinas Naturais do Varadouro são um espaço balnear localizado na Fajã do Varadouro, freguesia do Capelo costa ocidental da Ilha do Faial, Arquipélago dos Açores.
Este local encontra-se entre os mais procurados para banhos da ilha, facto que também está relacionado com o facto da fajã onde se localiza de um dos mais famosos locais de veraneio da Ilha.
As piscinas naturais, de água salgada são formadas por escorrimentos de lava que ao chegarem ao mar deram origem a estranhas formações rochosas que o homem adaptou. O micro-clima existente na fajã faz com que a água não seja fria em excesso, mesmo no Inverno. 
A vista que os banhista que frequentam este local estende-se desde a costa do Monte de Castelo Branco, às falésias sobranceiras à fajã.
Esta zona balnear é dotada por infra-estruturas de apoio como sanitários e duches, serviço de bar, vigilância e acessibilidade a pessoas com dificuldades motoras.